# Bronów (powiat świdnicki)
Bronów (niem. Börnchen) – wieś w Polsce położona w województwie dolnośląskim, w powiecie świdnickim, w gminie Dobromierz.

## Podział administracyjny
W latach 1975–1998 miejscowość należała administracyjnie do województwa wałbrzyskiego. 1 stycznia 2003 osada Kotlina została zlikwidowana jako osobna miejscowość i weszła w skład wsi Bronów.

## Demografia
Według Narodowego Spisu Powszechnego (III 2011 r.) liczył 97 mieszkańców. Jest najmniejszą miejscowością gminy Dobromierz.

## Położenie
Wieś jest położona przy lokalnej drodze Dobromierz-Kłaczyna; w odległości 2,5 km od Dobromierza, na wysokości 270 m n.p.m.

## Nazwa
W kronice łacińskiej Liber fundationis episcopatus Vratislaviensis (pol. Księga uposażeń biskupstwa wrocławskiego) spisanej za czasów biskupa Henryka z Wierzbna w latach 1295–1305 miejscowość wymieniona jest w zlatynizowanej formie Burn. W XVIII wieku znana jako Börnchen, od 1945 Bronów.

## Historia

### Od wieku XV do XVII
W przedwojennych przewodnikach o Bronowie zapisane było, że wieś posiada w swoich archiwach książki podatkowe (czerpakowe) sięgające aż XVI wieku, a nawet fragmenty pism z XII wieku. Jednak żaden taki dokument nie dotrwał do dzisiejszych czasów.
Dawna pieczęć wiejska przedstawia dziewczynę stojącą przed czerpakiem studni, niosącą dwa wiadra. Według historycznych zapisów już w roku 1492 dziedziczka tej wioski pani vom Both posiadała duży i mocny murowany dom obronny. Późniejszymi właścicielami Bronowa były szlacheckie rody m.in.: Czettritzów, Matuschków, Schaffgotchów. W kościele pw. św. Michała w Dobromierzu na tablicy umieszczonej przy drzwiach do zakrystii można wyczytać o zawartym tu związku małżeńskim księżnej Joanny Teresy von Stein (ur. 29 października 1670 na zamku w Bolkowie) panną na Bronowie, z księciem Ferdynandem von Schaffgotsch, działo się to w roku 1686.

### Wiek XVIII
Ród Schaffgotsch posiadał wiele obszernych dóbr i kopalń na całym Śląsku. Ich główną siedzibą były Cieplice. Od 1745 roku Bronów był w posiadaniu rodu von Mutius, początkowo w dzierżawie, ale 28 sierpnia 1756 odkupił dobra od hrabiny Josephy von Matuschki ówczesny królewski radca prawny Franz von Mutius. Ród Mutiusów pochodził z Miśni.

### Wiek XIX i XX
W XIX wieku rodzina von Mutius była właścicielami licznych włości. Do nich należały wioski: Kryształowice, Olbrachtowice, Mirosławice koło Sobótki, Jeleniów, Bąkowice, Tomkowice oraz Stary Zdrój (dzisiaj dzielnica Wałbrzycha). W Starym Zdroju posiadali pałac i zabudowania przydworskie oraz szereg wybudowanych przez tę rodzinę domów dla kuracjuszy. W latach 80. XIX wieku został wybudowany w Bronowie budynek z salą rozjemczą, gdzie na parterze mieściła się gospoda. Odbywały się w niej sprawy za wszelkiego rodzaju drobne wykroczenia. Zawsze pod przewodnictwem możnowładcy w danej wiosce, poważniejsze rozprawy były rozstrzygane w sądzie powiatowym (dla tego terenu w Bolkowie). Gospoda ta odegrała w przeszłości dość ważną rolę otóż: firma Kramsta posiadała w Świebodzicach i Pełcznicy duże przędzalnie, farbiarnie i wybielarnie, natomiast w Bolkowie tkalnie. Dla zapewnienia ciągłości produkcji kursowały codziennie pomiędzy Bolkowem a Świebodzicami furmanki przykryte nieprzemakalnymi plandekami. Przewoziły one płótno ze Świebodzic, a z powrotem surową przędzę do wybielenia i farbowania.
Ponieważ Bronów był w połowie drogi, więc w gospodzie Berndta wypadał postój. Wobec tego czekał tu na koni pokarm w żłobach, a dla wozaków gorąca strawa w gospodzie. Takich kursów było dziennie 3-4. Po I wojnie światowej przewóz odbywał się już samochodami ciężarowymi. W dawnym czasie najprawdopodobniej miejscowi rolnicy musieli dopuścić się jakichś poważniejszych przewinień wobec miejscowego pana, za co ten kazał im za karę wybudować na południowych krańcach swych ziem kolonię składającą się z 11 domów, z działkami po 2-3 morgi ziemi. Osada ta została nazwana Nowy Bronów dziś Bronówek. Położona w bliskim sąsiedztwie dzisiejszej Wieżycy z wieżą widokową, traktowana była jako druga część wioski, mimo że była oddalona od niej o 2,5 km. Tuż przy wylocie z Bronowa do Kłaczyny leży kolonia zwana Kotliną. Podczas miejscowej reformy administracyjnej w 1939 r., Bronów oddał na rzecz Dobromierza, Nowy Bronów (Bronówek) w zamian za to otrzymał od Kłaczyny wspomniana kolonię.

## Zabytki
Do wojewódzkiego rejestru zabytków wpisany jest:
- zespół pałacowy, z XVIII-XIX w.:
  - pałac; z około 1670 r.; ród Mutiusów przebudował w 1780 roku ówczesny dwór z XVIII wieku na istniejący do dzisiaj pałac, który zachował cechy baroku (portal, lukarny, pilastry). Jednak dzisiaj pałac jest w bardzo dużej ruinie a zniszczenia są tak duże, że nie można go już uratować. W pałacowych dobrach rodzina von Mutius posiadała liczne przedmioty sztuki (meble, szkło, porcelana, srebrna zastawa) oraz liczą kolekcję obrazów francuskiego malarza Antoine’a Pesne (1683–1757, od 1711 dworski malarz na Pruskim Dworze Królewskim w Berlinie) i malarza portrecisty Antona Graffa (1736–1813)
  - park, znajduje się wokół pałacu, a w nim starodrzew z platanami, lipami, klonami oraz co jest rzadką w tych stronach kasztanem jadalnym
  - dom ogrodnika, nr 5

## Turystyka
Bardzo ładne położenie Bronowa u podnóża Sudetów, gdzie z jednej strony piękny obszerny widok na równinę, z drugiej strony wzgórza i las. To wszystko przyciągało turystów. Jeden z miejscowych rolników o nazwisku Kaspar utworzył w pobliżu Bronowa na swojej łące, przez która przepływał strumyk, miejsca do biwakowania. Ściągały tu na weekendy tłumy okolicznych mieszkańców, odbywały się tu zabawy i potańcówki. Było to tak znane i wspaniałe miejsce, że znany pisarz Fiodor Sommer opiewał je na łamach swej powieści Drogą do młyna.